# Calvinet
Calvinet är en kommun i departementet Cantal i regionen Auvergne-Rhône-Alpes i mitten av Frankrike. Kommunen ligger  i kantonen Montsalvy som ligger i arrondissementet Aurillac. År 2018 hade Calvinet 437 invånare.

## Befolkningsutveckling
Antalet invånare i kommunen Calvinet
Referens:INSEE